# Microdon aureopilis
Microdon aureopilis är en tvåvingeart som beskrevs av Luciane Marinoni 2004. Microdon aureopilis ingår i släktet myrblomflugor, och familjen blomflugor. Inga underarter finns listade i Catalogue of Life.